# Tamansari (Butuh)
Tamansari is een bestuurslaag in het regentschap Purworejo van de provincie Midden-Java, Indonesië. Tamansari telt 1078 inwoners (volkstelling 2010).